# Zygmuntówek (powiat kolski)
Zygmuntówek – wieś w Polsce położona w województwie wielkopolskim, w powiecie kolskim, w gminie Kłodawa.
W latach 1975–1998 miejscowość administracyjnie należała do województwa konińskiego.